# Salisbury (Caroline du Nord)
Pour les articles homonymes, voir Salisbury.
La ville de Salisbury est le siège du comté de Rowan, situé en Caroline du Nord, aux États-Unis.

## Historique
La ville, au début de la guerre de sécession, est la 4e de la Caroline du Nord avec 2 000 habitants.
Elle abrita la seule prison pour prisonnier de guerre de cet État rallié aux États confédérés d'Amérique dans une ancienne filature de coton.
Le cimetière national de Salisbury fut établi sur une partie de l'ancien site de la prison, à la suite de milliers de soldats de l'Union Army morts en prison.

## Galerie photographique

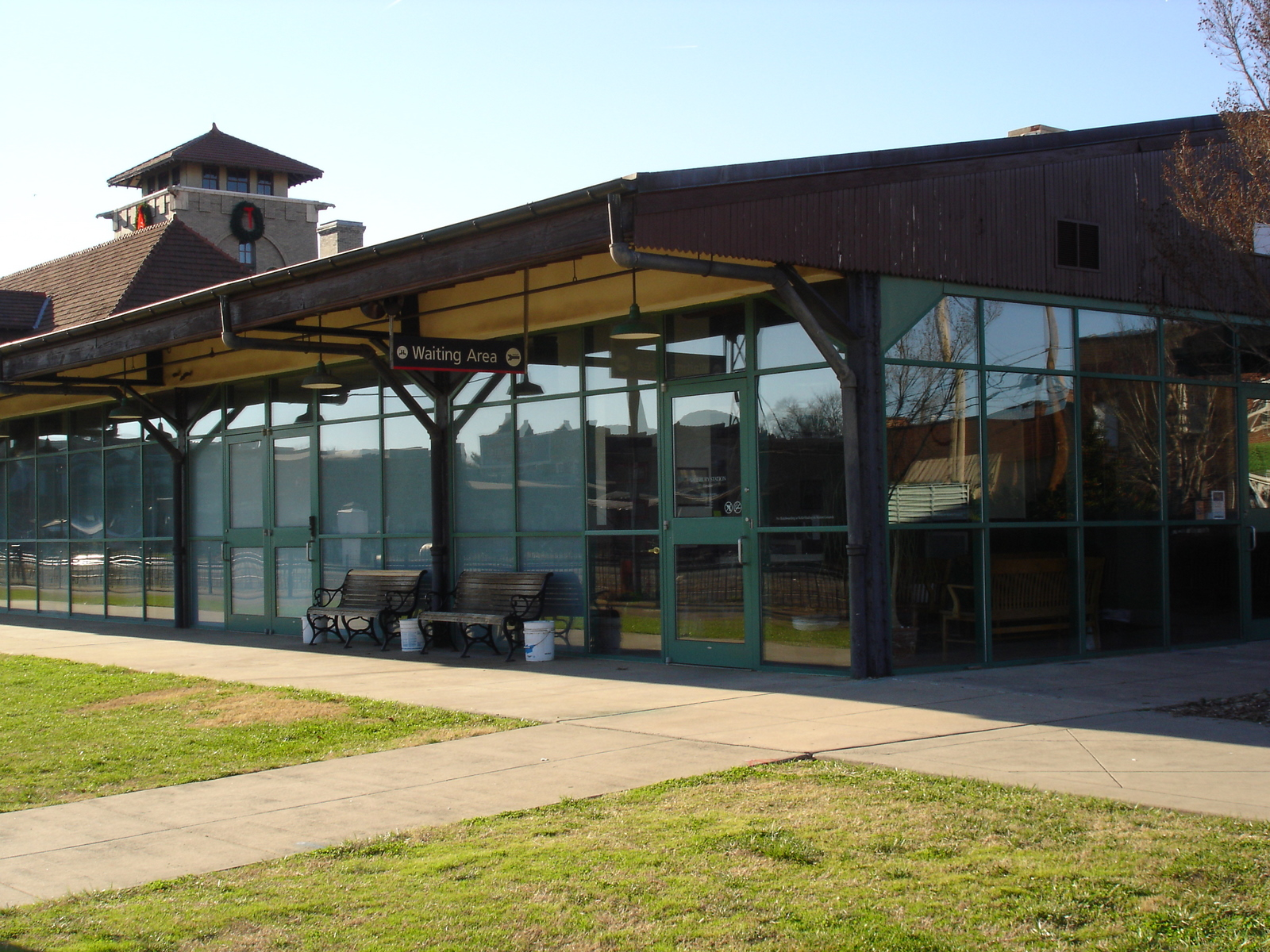
La gare ferroviaire.
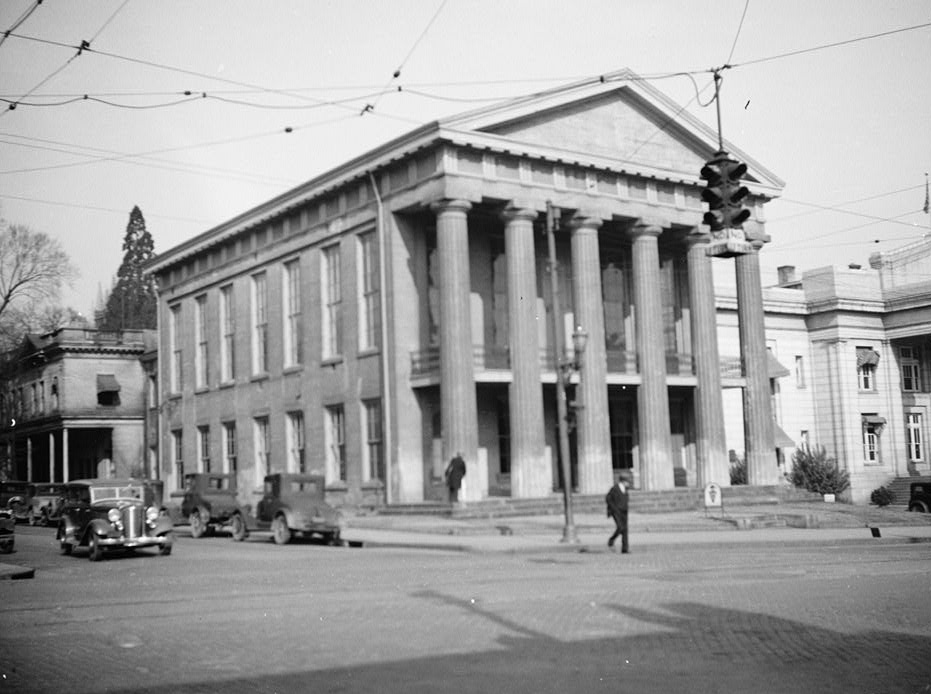
La cour de justice du comté.

## Démographie
| 1850  | 1860  | 1880  | 1890  | 1900  | 1910  |
| ----- | ----- | ----- | ----- | ----- | ----- |
| 1 086 | 2 420 | 2 723 | 4 418 | 6 277 | 7 153 |

| 1920   | 1930   | 1940   | 1950   | 1960   | 1970   |
| ------ | ------ | ------ | ------ | ------ | ------ |
| 13 884 | 16 951 | 19 037 | 20 102 | 21 297 | 22 515 |

| 1980   | 1990   | 2000   | 2010   | - | - |
| ------ | ------ | ------ | ------ | - | - |
| 22 677 | 23 087 | 26 462 | 33 662 | - | - |

## Personnalités notables
- Bill Baker (1911–2006), joueur MLB[2]
- Rachel Oestreicher Bernheim (né en 1943), activiste des droits de l'Homme
- Sidney Blackmer (1895–1973), actor
- George Bradshaw (1924–1994), receveur de la Major League Baseball en 1952 pour les Washington Senators
- Rufus Early Clement (1900–1967), professeur afro-américain
- Elizabeth Dole (né en 1936), sénateur 2003–2009
- Mike Evans (1949–2006), acteur et co-créateur de séries TV Good Times
- James Goodnight (né en 1943), CEO of SAS Institute
- Javon Hargrave, défenseur de première ligne pour les Pittsburgh Steelers de la NFL
- Josephine D. Heard (1861 – c. 1921), professeur Afro-Américain, poète
- Archibald Henderson (1877–1963), professeur de mathématiques qui a écrit sur beaucoup de sujets
- Tripp Isenhour (né en 1968), golfeur professionnel
- Bobby Jackson (né en 1973), joueur de la NBA
- Artemus James (né Andrew Shane Crawford), musicien
- Roland Jones (1813–1869), a représenté la Louisiane à la Chambre des représentants des États-Unis de 1853–1855
- E. J. Junior (né en 1959), secondeur de la National Football League (1981–1993)
- Clyde Kluttz (1917–1979), joueur MLB, cadre et éclaireur
- Susan W. Kluttz, Secrétaire du Département de Caroline du Nord des ressources culturelles, anciennement maire avec la durée de mandat la plus longue de Salisbury[3]
- Elizabeth Duncan Koontz (1919–1989), professeur afro-américain et politicien
- Francis Locke, Sr.; a possédé une plantation sur place ; vainqueur de la bataille de Ramseur's Mill
- James T. Loeblein, officier supérieur de la marine des États-Unis
- Ben Martin (1930–2017), photographe et photojournaliste pour le magazine TIME magazine
- Dave Moody, commentateur NASCAR
- Daniel Newnan (1780–1851), politicien et médecin
- Bobby Parnell (né en 1984), lanceur MLB pour les New York Mets
- Lucius E. Polk (1833–1892), Brigadier général confédéré
- Christian Reid (de son véritable nom Frances Fisher Tiernan, 1846–1920), auteur de roman dont The Land of the Sky
- Jay Ritchie (1936–2016), lanceur MLB
- Julian Robertson (né en 1932), financier et philanthrope
- Zion Williamson (né en 2000), joueur de basketball